# 閃光航空604號班機空難
閃光航空604號班機是一條由埃及閃光航空經營的，从沙姆沙伊赫飞往巴黎，经停开罗的一條包機航線。2004年1月3日，一架波音737-300客機於起飛不久即失事墜毀於紅海，機上148人無人生還。

## 經過
飛機於歐洲東部時間凌晨4時44分，於沙姆沙伊赫國際機場起飛，前往法國巴黎。原航程應是起飛後轉左然後向北飛越紅海，但飛機起飛不久即轉右，機長企圖修正轉左，導致飛機不受控制向右傾側，其後一直失速下墜，最後在離機場9英里處的紅海上墜毀。
| 國籍            | 旅客人數 | 機組員人數 | 合計 |
| --------------- | -------- | ---------- | ---- |
| 法國            | 132      | 0          | 132  |
| 埃及            | 0        | 13         | 13   |
| 摩洛哥          | 2        | 0          | 2    |
| 美国            | 1        | 0          | 1    |
| 總計（4個國家） | 135      | 13         | 148  |

## 調查
事故發生後，由於當時英國首相貝理雅到訪埃及，並下榻於附近一所酒店，因此一度懷疑意外是恐怖襲擊。可是其後調查人員很快便排除意外涉及恐怖襲擊。
美國國家運輸安全委員會（NTSB）及法国航空事故调查处（BEA）斷定是機長於夜間飛行時產生空間迷向。調查員認為可能是機長於飛機起飛過程暈眩，不自覺的將駕駛盤轉向右方而不自知；再加上飛機於沒有月光的夜空飛行時，面對漆黑一片的天空時失去了方向感。而飛機於墜毀前應該受控，可是機組員完全不知道飛機下降幅度過大，最終飛機墜毀於紅海。而副機師率先發現錯誤亦不願指出該名經驗豐富的機長的錯處，因為該名機長擁有超過7000小時飛行經驗及2000小時的執教經驗，況且該名機長曾於贖罪日戰爭中是飛行英雄；平時機長亦調侃副機長，使副機長害怕會失去機長的敬重，因此副機長明知飛機右轉，卻沒有對機長提出修正。除此以外，該公司的訓練也不足夠，他們沒有相關組員管理訓練讓機組員去應變類似事故。
埃及民航局的調查方向則集中於機件問題，飛機傾斜可能是因為右邊機翼的副翼或是擾流板被卡住，導致原本應該左轉的飛機不受控制。而部份媒體報告亦傾向於飛機失事是因為技術問題，該航空公司的安全紀錄及差劣的維修紀錄亦被懷疑是空難原因。
最終的調查報告於2006年3月公佈。由於飛機殘骸沉沒於深海中無法打撈，只能從黑盒中找到有限證據，因此埃及的調查報告中指出，可能是飛機四組儀器或機件故障導致飛機失控；美方提出的機長暈眩亦可能是原因，調查報告則指出沒有飛機機件出問題，但就針對航空公司的訓練不足，是導致意外的原因。

## 事後
空難發生前閃光航空已因違反安全規定而被瑞士、波兰列為「飛行安全黑名單」，並禁止其飛進這些國家的領空；空難後更被歐盟列為黑名單，嚴禁其飛進歐盟領空。而閃光航空於空難發生後兩個月亦宣告破產。
這是埃及歷史上最慘重的一次空難事故，亦是歷來死亡人數最高的737經典型事故，同时也是737系列死亡人数第六高的事故，仅次于2006年的戈尔航空1907号班机空难（154人遇难），2019年的埃塞俄比亚航空302号班机空难（157人遇难），2010年的印度航空快运812号班机空难（159人遇难），2020年的乌克兰国际航空752号班机空难（176人遇难）和2018年的狮子航空610号班机空难（189人遇难）。
事故後來被輯製成空中浩劫第四季第九集的「Desperate Dive」（一些地區稱為「Vertigo」）。

## 外部連結
- BBC 新聞線上報導 （页面存档备份，存于）
- CNN 報導 （页面存档备份，存于）
- 事實報告
- 最終報告
- 事故飛機照片來自 Airliners.net （页面存档备份，存于）